# Wunna Theikdistadion
Het Wunna Theikdistadion is een multifunctioneel stadion in Naypyidaw, een stad in Myanmar. Het stadion wordt vooral gebruikt voor voetbalwedstrijden, de voetbalclub Nay Pyi Taw FC maakt gebruik van dit stadion. In het stadion is plaats voor 32.000 toeschouwers. Het stadion werd geopend in 2013.

## Internationale toernooien
Er werd een aantal keer gebruik van gemaakt van dit stadion voor een internationaal toernooi. In 2013 werden in dit stadion de Zuidoost-Aziatische Spelen van 2013 gehouden en het jaar erop de ASEAN Para Games. In 2014 werd er tevens het Aziatisch kampioenschap voetbal onder 19 gespeeld.